# Jaime Herrero
Jaime José Luis González de Herrero Sánchez (Gijón, 1937- Oviedo, 14 de agosto de 2020) - conocido artísticamente como Jaime Herrero -, fue uno de los más relevantes e influyentes artistas asturianos a lo largo de los últimos sesenta años.
Artista multidisciplinar, además de pintor, su faceta más conocida, fue también narrador, poeta, dibujante, ceramista, decorador, rotulista en Televisión Española, pensador e intelectual y coleccionista.

## Reseña biográfica
Nacido en Gijón el 7 de mayo de 1937, “…durante un bombardeo”, según su propio testimonio, su primera infancia estuvo marcada por la Guerra Civil española, que le llevó a vivir en Valencia y a permanecer en un campo de refugiados en el sur de Francia.
Finalizada la Guerra Civil, se instaló en Madrid, en el barrio de Argüelles, con su padre, Domingo González de Herrero Martínez. Cursó el bachillerato en colegios de Madrid, Villaviciosa y finalmente, Oviedo. Se instaló en esta ciudad a finales de los años 40 en la casa familiar ubicada en la calle Cervantes, al cuidado de dos tías, junto a su hermano pequeño, Carlos.
Empezó sus estudios de Derecho en Madrid en 1956, y los continuó en Oviedo hasta que decidió marcharse a París animado por sus inquietudes artísticas y políticas. Regresó a Oviedo en 1967, cuando tenía 31 años, quedándose a vivir, ya definitivamente, en esta ciudad.
En 1974 se casó con María José Martínez Nava-Osorio, Coté, y en 1976 nació Yago González de Herrero Martínez, su único hijo.
En la entrevista realizada en 2017 a Jaime Herrero en la revista Atlántica XXII por Luis Féas, recuerda a su mujer: “fue la que me reinició en la carrera artística y me tejió la trama sobre la que se fue organizando mi obra”.
Trabajó como dibujante en el Centro Territorial de TVE, hasta su jubilación en 1995.

En marzo de 1996 falleció su hijo Yago. Se encontraba en Salamanca, ciudad a la que se había desplazado para cursar la carrera de Bellas Artes. De aquel dolor, nace también un nuevo enfoque de su obra.
Cruza el dintel sin miedo
de ser de nuevo todo,
cuando mi boca se funda con tu frente,
cuando tu frío y el mío se confundan,
cuando te acune en la nana del silencio.
(Trementina Street, 2004)
En 2016 enviudó al fallecer Coté. Falleció en Oviedo el 14 de Agosto de 2020 a los 83 años.

## Obra pictórica
La obra pictórica de Jaime Herrero es prolífica y se extiende a lo largo de un amplio período de creación.

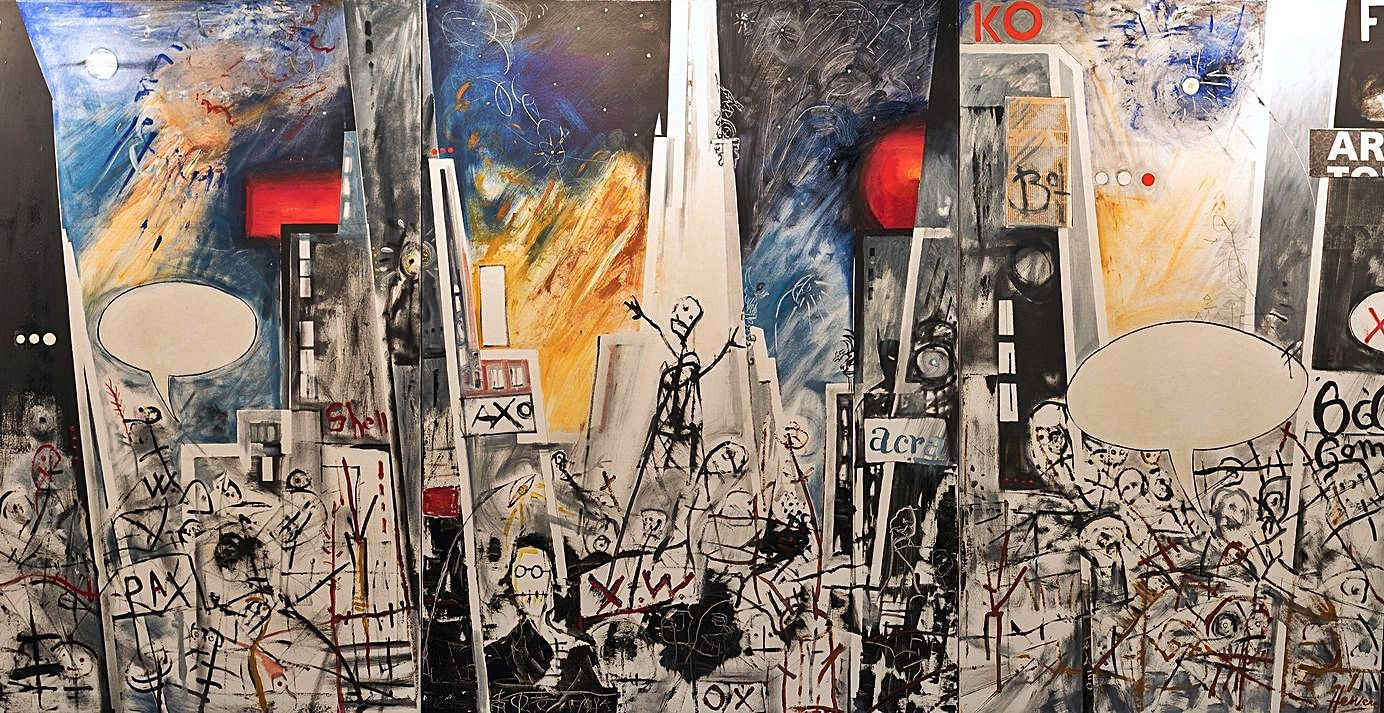
Entrada de Cristo en Gotham (2009)

Entre sus obras cabe destacar: Una guerra civil (1964), tríptico expresionista expuesto en el Museo de Bellas Artes de Asturias (http://www.museobbaa.com/obras-del-mes-abril-2017/).
Entre los fondos de este museo se encuentran también el mural Entrada de Cristo en Gotham (2009), cedido en préstamo por la familia del pintor tras su fallecimiento, así como una de las obras de la serie Engendro (1973).
Además de las anteriores son diversas las obras expuestas en Asturias:  Mural de la Caja Rural (1964), Mural de la Casa del Estudiante, Instituto Asturiano de la Juventud (1967), los paneles del Picos Jazz & Blues Bar(1969), o La Escuela de Vallecas (2009) en el Museo Casa Natal de Jovellanos de Gijón.
Entre los retratos, destacan en distintos momentos de creación los de Juan Cueto (1972), Jaime Gil de Biedma (1984), y dos retratos de Coté (1968 y 1973), así como diversos autorretratos (2004, 2005).
También cabe destacar el tríptico Cervantes, 13 (2005), homenaje a su vida en la casa ubicada en dicha calle de Oviedo y que alberga actualmente el Hotel Barceló Oviedo Cervantes.
La última etapa del pintor se condensa en una abundante colección, Refugios, pintada entre los años 2006 y 2008, y que ha sido expuesta con diversos formatos y en diferentes ocasiones, la última como homenaje póstumo en el año 2021.
El cuadro Narciso I, de esta serie Refugios, ha sido recientemente donado por su familia a la Universidad de Oviedo.
Además de óleos, Jaime Herrero es el autor de numerosas tintas y otras técnicas, como el collage: París (1962), El caudillo (1963), Bodegón (1962), el cielo (c. 1963). Cofradía de la rata (2000), Ecce homo (2002), entre otras.

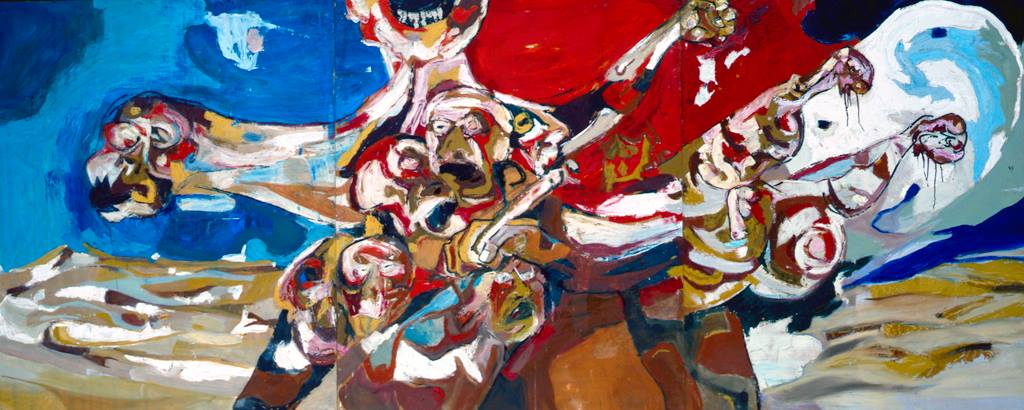
Sobre una Guerra Civil (1964)

#### Sobre una Guerra Civil
Una Guerra Civil, 1964
“Sobre una guerra civil” (1964) fue realizada en París. Se trata de un tríptico en el que el artista representa el espanto de la guerra expresado por el ser humano. En el centro de la composición, una masa de rostros desfigurados y monstruosos crece de un único cuerpo. En ese desarrollo, uno de ellos incluso llega a ser cortado por el propio límite de la composición, lo que sugiere que esa masa se puede expandir hacia el exterior. Sus bocas se abren emitiendo gritos de terror y de dolor, mientras alzan puños ensangrentados. La angustia de estas figuras se acompaña de un paisaje yermo. Todo ello se enfatiza gracias al uso de una pincelada gruesa y cargada de pasta, así como a la intensidad de los colores empleados, en especial los tonos rojos alusivos a la sangre y la guerra"[1].

## Exposiciones
Participó en numerosas exposiciones individuales y colectivas, desde  la celebrada en la cafetería Rívoli de Oviedo (1961), una triple exposición en las galerías Benedet y Nogal y el hall de Palladium (1971) pasando por la Exposición de artistas asturianos del Museo de Bellas Artes de Asturias (1982), hasta las más recientes: la celebrada en el año 2006 en   el teatro Campoamor, patrocinada por Cajastur, un repaso retrospectivo de la obra del pintor hasta ese momento, así como Refugios, exposición que durante el año 2008 recorrió diversas ciudades españolas como Salamanca, Valladolid, Madrid, y Zaragoza, por la Galería Gema Llamazares de Gijón (en esta última como “Refugios y otras pinturas”) y que ha podido ser finalmente y de manera póstuma presentada en Oviedo en el año 2021 como Últimos refugios, en la Universidad de Oviedo, incluyendo el cuadro que de Jaime Herrero dejó inacabado en su estudio de la calle Santa Ana.
También participó en exposiciones fuera de España, como la Colectiva de arte español celebrada en Moscú (1977) y una individual en Sofía (1979).

## Obra literaria
Jaime Herrero escribió también cuentos, como La casa Azul (1988), y tres libros de poesía: La sombra del Monigote (1999), Trementina (2004) y La puerta del laberinto (2014).
Ya no entran estrellas fugaces
al estudio,
ni adorna la bombilla
aquel giro de chispas
que proyectaban
múltiples sombras en el lápiz.
Trementina Street (2004).
Amante del cómic, del que fue coleccionista, exploró también la creación a través de este medio.
En 1998 se publicó Historias de Oviedo. (Retablo de 15 estampas populares ovetenses), repaso de la historia de Oviedo, desde su fundación por el rey Alfonso II, hace 1300 años, hasta la actualidad. Historias que, como indicó el propio artista, “van desde la pequeña aldea de Máximo y Fromestano, hasta ser un  punto de la aldea global”.
En el año 2003  se publicó el cómic Campomanes 1723 – 1802, que elaboró junto a Dolores Mateos Dorado, y en 2011 Jovellanos, editado por La Nueva España y el Ayuntamiento de Gijón, en conmemoración de su bicentenario.

## Compromiso cultural
En los años ochenta impulsó la asociación cultural Tribuna Ciudadana de Oviedo, para la que diseñó su logo, participando también desde dicha asociación en la creación de los Premio Tigre Juan.
Todavía hoy el Premio de la Crítica y de las Letras de Asturias (enlace roto disponible en Internet Archive; véase el historial, la primera versión y la última). que concede la Asociación de Escritores de Asturias lleva su sello, ya que la estatuilla Apolo, que  se entrega  a los galardonados, es obra de este creador.

## Homenajes póstumos recibidos
El 8 de junio de 2021 recibió el homenaje de la Asociación de escritores Asturianos. En representación de su familia, recogió el premio conmemorativo Jorge Fernández Bustillo.
El pasado 10 de octubre de 2020, el Colegio de Arquitectos organizó un evento que formó parte de los actos de Arte Oviedo de ese año, en formato de mesa redonda titulada “A Jaime Herrero, atropellado por la sombra”. En la misma participaron como ponentes la catedrática de Historia del Arte Julia Barroso, el periodista Javier Cuervo y el crítico de arte Luis Feás. La mesa redonda fue precedida por el vídeo de Abdullah Nasser, dedicado a Jaime Herrero y a su obra artística. Julia Barroso recordó a Jaime Herrero “como un personaje altamente singular que trasladó las vanguardias europeas al `Oviedín del alma´, a la visión particular del pintor asturiano. Un personaje arraigado a su ciudad, pero con un estilo de todo menos local”.
Javier Cuervo y Luís Feás fijaron una propuesta muy concreta: “seguir una labor de rescate de todo aquello que le quedó en el caballete y los cajones del escritorio de Jaime Herrero”.

## Enlaces
La obra de Jaime Herrero sale del refugio: https://www.lne.es/sociedad/2021/05/27/obra-jaime-herrero-sale-refugio-52301918.html
Hoy charlamos con Jaime Herrero: https://www.youtube.com/watch?v=c07SJAAp3To
Clave de fondo con Jaime Herrero, en la TPA, entrevistado por el escritor Xuan Bello (14 de Octubre de 2015): https://www.rtpa.es/video:Clave%20de%20fondo_551444000328.html
Muere Jaime Herrero, narrador plástico de un Oviedo de tinta y humor (Javier Cuervo, 16 de Agosto de 2020): https://www.lne.es/oviedo/2020/08/16/muere-jaime-herrero-narrador-plastico-14389151.html#:~:text=El%20pintor%20Jaime%20Herrero%20muri%C3%B3,Ten%C3%ADa%2083%20a%C3%B1os.
- Datos: Q111737634